# Leucospis poeyi
Leucospis poeyi is een vliesvleugelig insect uit de familie Leucospidae. De wetenschappelijke naam is voor het eerst geldig gepubliceerd in 1844 door Guérin-Méneville.